# Машовець Роман Васильович
Роман Васильович Машовець (нар. 1976) — український політик і громадський діяч, ветеран воєнної розвідки й спеціального призначення, військово-політичний оглядач. Заступник Керівника Офісу Президента України (22 квітня 2020 — 30 грудня 2024).

## Життєпис
Закінчив Воєнно-дипломатичну академію. Ветеран воєнної розвідки і спеціального призначення.
Проходження військової служби: від Київського військового ліцею (1993) — до Департаменту зовнішньої розвідки Головного управління розвідки Міністерства оборони України (2008).
Після закінчення військового училища, почав службу в морському спецназі бойовим плавцем.
Проходив військову службу у підрозділі спеціального призначення Головного управління розвідки Міністерства оборони України, у миротворчій місії в Сьера-Леоне, також у складі українського контингенту в Іраку.

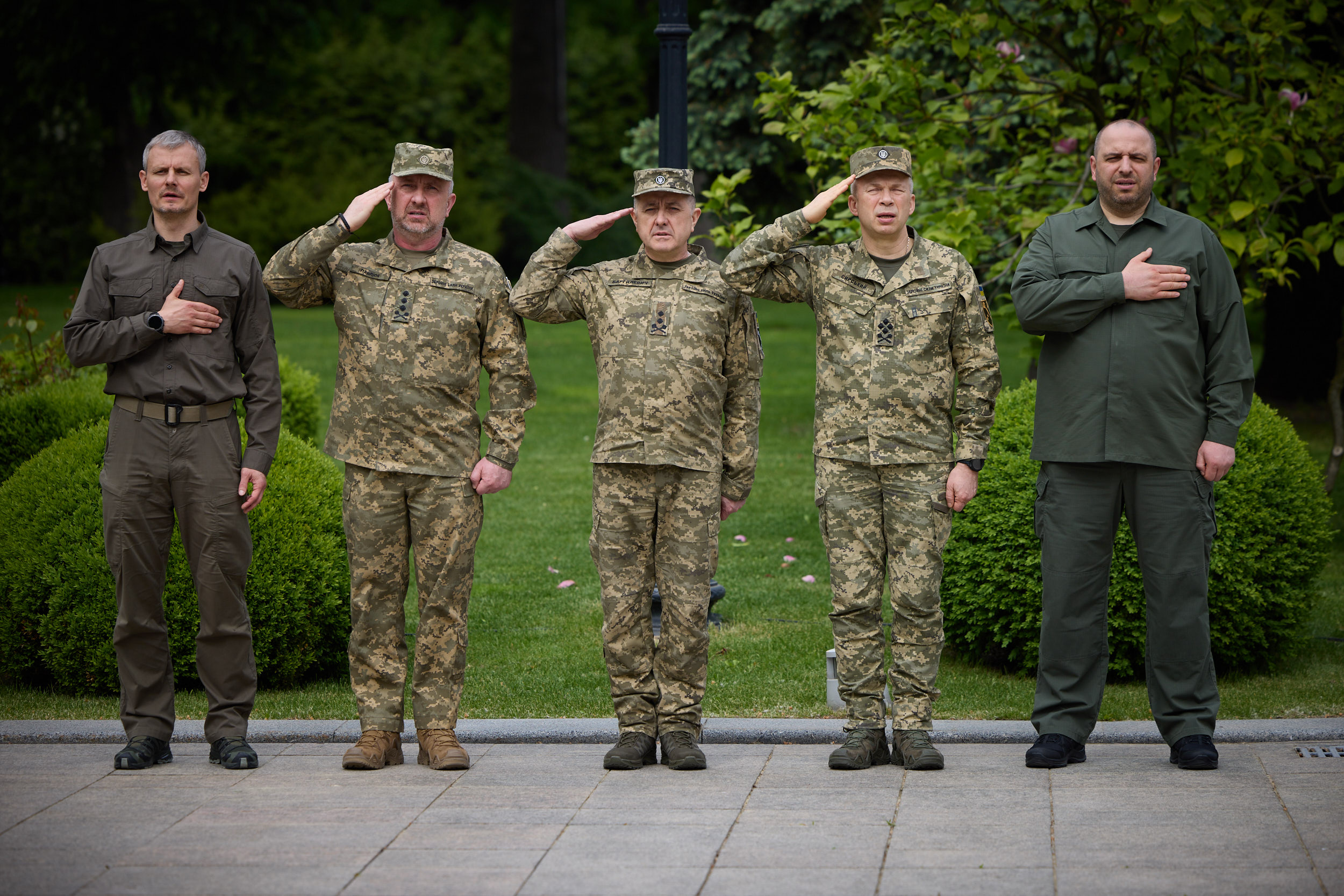
Роман Машовець у урочистих вітаннях військових на День піхоти. 6 травня 2024

З липня 2014 року займався організацією військово-технічної допомоги для Збройних Сил України. Брав участь у створення Сил спеціальних операцій Збройних Сил України. Є співавтором Закону щодо створення Сил спеціальних операцій.
Провів 25 відряджень до зони бойових дій на сході України.

### Громадська й політична діяльність
Заснував благодійну громадську організацію «Національні цінності Україна», яка займається відстеженням сучасних тенденцій у секторі національної безпеки й оборони, дослідженнями реального стану української армії, підготовкою аналітичних доповідей, які надсилаються до державних структур України та США, проблемними питаннями реінтеграції тимчасово окупованих територій.
З 22 квітня 2020 року призначений заступником Керівника Офісу Президента України.
Член Національної ради з питань антикорупційної політики (з 1 червня 2020).
Засновник ГО «Центр оборонних реформ» ТОВ «Рейнбоу Україна», ГО «Фонд національна платформа».
30 грудня 2024 року згідно Указу Президента України звільнений з посади заступника Керівника Офісу Президента України.

### Декларація
- Е-декларація [Архівовано 11 листопада 2021 у Wayback Machine.]